# Marcel Balsa
Marcel Lucien Balsa (1. ledna 1909 Saint-Frion – 11. srpna 1984 Maison-Alfort) byl francouzský automobilový závodník.

## Život
Marcel Balsa se narodil v Saint Frion, malé vesničce provincie Limousin. Dříve než propadl vášni pro sportovní vozy, pokoušel své štěstí s motocyklem a neunikl pozornosti podnikatelů Talbota a Delahaye. V roce 1939 se s Bugatti Type 35B účastnil Grand Prix Pau, ale závod nedokončil.
Když vypukla druhá světová válka, žádné závody se nekonaly. Po skončení války koupil další Bugatti, tentokrát typ 51 a v prvním poválečném závodě konaném v Bologni dokázal zajet na pátém místě. V Grand Prix Marseille zajel pole position a v závodě znovu dosáhl pátého místa.
Marcel Balsa byl zapáleným amatérem, ale žádným hazardérem, jezdícím na hranicích svých možností. Koncem čtyřicátých let začalo být více než jasné, že jeho Bugatti ztrácí na konkurenci, Balsa se proto rozhodl postavit vlastní vůz Formule 2 a vybavil ho motorem BMW. S tímto vozem dokázal dobýt čtvrté místo v Grand Prix Lucemburska 1949.
O rok později již řídil nový vůz Jicey BMW a umístil se na třetím místě v Grand Prix Cadours, v závodě, kde přišel o život Raymond Sommer. V roce 1952 ho mohli vidět diváci na startu Pařížské Grand Prix pro vozy F2 a později také na Grand Prix Německa, které bylo započítáváno do mistrovství světa F1. Tento závod ho proslavil, i když odjel pouze 6 kol. Nejenže se zapsal do statistik jako účastník Formule 1, ale v době, kdy pilotoval vůz F1, mu bylo 51 let a 206 dní a stal se tak jedním z nejstarších pilotů Formule 1.
V roce 1953 se dočkal vítězství, stalo se tak při GP Montelhery. Sportovní činnost ukončil v následujícím roce, když zahynul Guy Mairesse při testech nového vozu a poté, co Balsa skončil na pátém místě v Cadours. O Marcelu Balsovi se znovu psalo až po 30 letech, když noviny z 11. srpna 1984 oznámily celému světu jeho smrt.
Jeho z dcer o něm prohlásila: „Byl to šťastný člověk, celý život dělal jen to, co doopravdy chtěl,… a naučil mě poslouchat motor.“

## Kompletní výsledky v F 1
| Legenda k tabulce | Legenda k tabulce                                                                       |
| Barva             | Výsledek                                                                                |
| ----------------- | --------------------------------------------------------------------------------------- |
| Zlatá             | Vítěz                                                                                   |
| Stříbrná          | 2. místo                                                                                |
| Bronzová          | 3. místo                                                                                |
| Zelená            | Bodované umístění                                                                       |
| Modrá             | Nebodované umístění                                                                     |
| Modrá             | Dokončil neklasifikován (NC)                                                            |
| Fialová           | Odstoupil (Ret)                                                                         |
| Červená           | Nekvalifikoval se (DNQ)                                                                 |
| Červená           | Nepředkvalifikoval se (DNPQ)                                                            |
| Černá             | Diskvalifikován (DSQ)                                                                   |
| Bílá              | Nestartoval (DNS)                                                                       |
| Bílá              | Závod zrušen (C)                                                                        |
| Světle modrá      | Pouze trénoval (PO)                                                                     |
| Světle modrá      | Páteční testovací jezdec (TD)                                                           |
| Bez barvy         | Netrénoval (DNP)                                                                        |
| Bez barvy         | Vyřazen (EX)                                                                            |
| Bez barvy         | Nepřijel (DNA)                                                                          |
| Bez barvy         | Odvolal účast (WD)                                                                      |
| Bez barvy         | Nezúčastnil se (prázdné)                                                                |
| Označení          | Význam                                                                                  |
| Tučnost           | Pole position                                                                           |
| Kurzíva           | Nejrychlejší kolo                                                                       |
| †                 | Jezdec nedojel do cíle, ale byl klasifikován, protože odjel více než 90 % délky závodu. |
| ‡                 | Byl udělován poloviční počet bodů, protože bylo odjeto méně než 75 % délky závodu.      |
| Horní index       | Umístění bodujících jezdců ve sprintu                                                   |

| Rok  | Tým          | Vůz                 | Motor          | 1   | 2   | 3   | 4   | 5   | 6       | 7   | 8   | Umístění | Body |
| ---- | ------------ | ------------------- | -------------- | --- | --- | --- | --- | --- | ------- | --- | --- | -------- | ---- |
| 1952 | Marcel Balsa | Balsa BMW Eigenbaum | BMW 328 2.0 L6 | SUI | 500 | BEL | FRA | GBR | GER Ret | NED | ITA | -        | 0    |

### Závody F1 nezapočítávané do MS
| Rok  | Grand Prix            | Okruh                | Vůz              | Pozice            | Výsledky |
| ---- | --------------------- | -------------------- | ---------------- | ----------------- | -------- |
| 1939 | Grand Prix Pau        | Pau                  | Bugatti T35B     | Nedokončil        | Výsledky |
| 1946 | Grand Prix Nice       | Nice                 | Talbot Lago 150C | Odstoupil         | Výsledky |
| 1946 | Grand Prix Marseille  | Marseille            | Bugatti T51      | Nestartoval       | Výsledky |
| 1946 | Grand Prix du Forez   | St-Just – Andrezieux | Maserati 6CM     | Odstoupil         | Výsledky |
| 1947 | Grand Prix Marseille  | Marseille            | Talbot Lago 150C | Odstoupil         | Výsledky |
| 1947 | Grand Prix Nîmes      | Nimes                | Talbot Lago 150C | Odstoupil         | Výsledky |
| 1952 | Grand Prix Paříže     | Montlhéry            | BMW Speciale     | 5. místo          | Výsledky |
| 1952 | Grand Prix de Caen    | Caen                 | BMW Speciale     | Nedokončil        | Výsledky |
| 1952 | Grand Prix de Cadours | Cadours              | BMW Speciale     | 6. místo          | Výsledky |
| 1953 | Grand Prix de Cadours | Cadours              | BMW Speciale     | nekvalifikoval se | Výsledky |
| 1953 | Coupe de Printemps    | Montlhéry            | BMW Speciale     | 1. místo          | Výsledky |
| 1954 | Grand Prix de Cadours | Cadours              | Jicey            | Odstoupil         | Výsledky |

## Závody Formule 2
| Rok  | Grand Prix                     | Okruh               | Vůz              | Pozice            | Výsledky |
| ---- | ------------------------------ | ------------------- | ---------------- | ----------------- | -------- |
| 1948 | Coupe d'Argent                 | Monthéry            | Frazer Nash 421  | Nedokončil        | Výsledky |
| 1950 | Grand Prix de Cinquantenaire   | Parc Barbieux       | BMW 328          | Nedokončil        | Výsledky |
| 1950 | Circuit des Remparts           | Angoulême           | BMW 328 Speciale | 6. místo          | Výsledky |
| 1950 | Coupe des Petites Cylindrées   | Reims               | BMW 328 Eigenbau | Nedokončil        | Výsledky |
| 1951 | Circuit des Remparts           | Angoulême           | BMW Speciale     | nekvalifikoval se | Výsledky |
| 1951 | Grand Prix de Rouen            | Rouen-les-Essarts   | BMW Speciale     | nedokončil        | Výsledky |
| 1951 | Grand Prix des Sables d'Olonne | Les Sables d'Olonne | BMW Speciale     | nedokončil        | Výsledky |